# Ferme d'Awans
La ferme d'Awans, également appelée cense de Sart-le-Couvert, est une ferme classée située à Sart-Mélin, un hameau de Mélin, section de la ville belge de Jodoigne en province du Brabant wallon.
Ses façades et toitures du XVIIIe siècle ainsi que certains éléments intérieurs font l'objet d'un classement comme monument historique et ses abords font l'objet d'un classement comme site.

## Localisation
La ferme se dresse au numéro 48 de la rue Saint-Antoine, à l'entrée de Sart-Mélin, un des quatre hameaux du village de Mélin, qui figure au nombre des « Plus beaux villages de Wallonie »,,.

## Historique
Le hameau de Sart-Mélin serait né d'un essartage entrepris dès le XIIIe siècle par l'abbaye de la Ramée, qui y installe la cense de la Couverterie, origine du hameau dénommé anciennement Sart-le-Couvert.
La ferme d'Awans, dite aussi cense de Sart-le-Couvert, est édifiée par la famille d'Awans dans la deuxième moitié du XVIIIe siècle, sur une propriété acquise des Silvius au début du XVIIIe siècle,,.
Le porche-colombier a été construit en 1754, comme l'atteste le blason en pierre bleue qui affiche « DAWANS / 1754 » sur un cartouche placé sous ses armoiries.

## Classement
Les façades et toitures du XVIIIe siècle de la ferme d'Awans ainsi que certains éléments situés à l'intérieur du corps de logis, à savoir l'escalier monumental, les sols et plafonds, les placards encastrés et portes d'origine et le four à pain font l'objet d'un classement comme monument historique et ses abords font l'objet d'un classement comme site depuis le 21 juin 2017 sous la référence 25048-CLT-0045-01.
Par ailleurs, la ferme figure à l'Inventaire du patrimoine immobilier culturel de la Wallonie sous la référence 25048-INV-0435-02

## Architecture

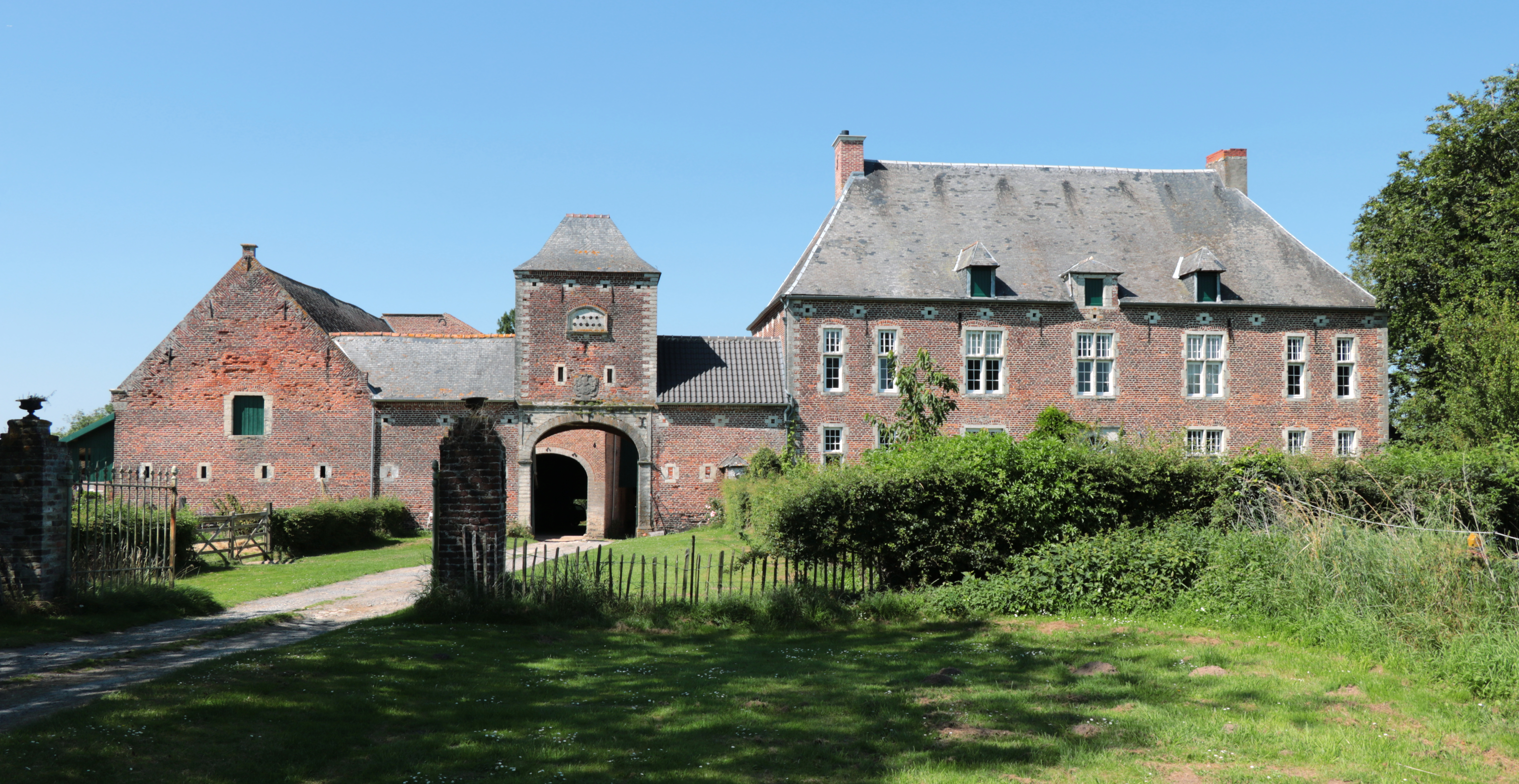
La ferme vue du sud.
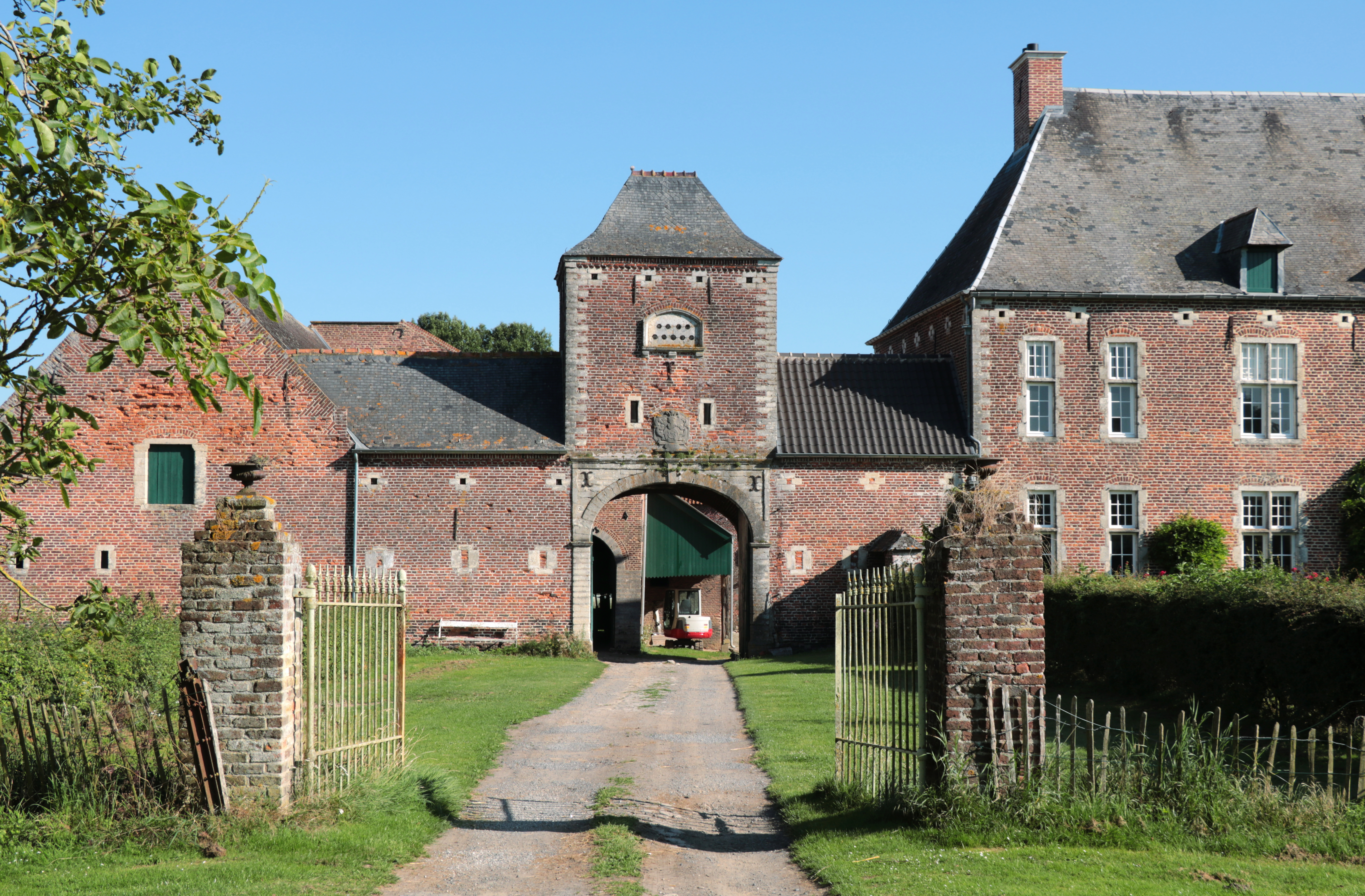
Le porche colombier.
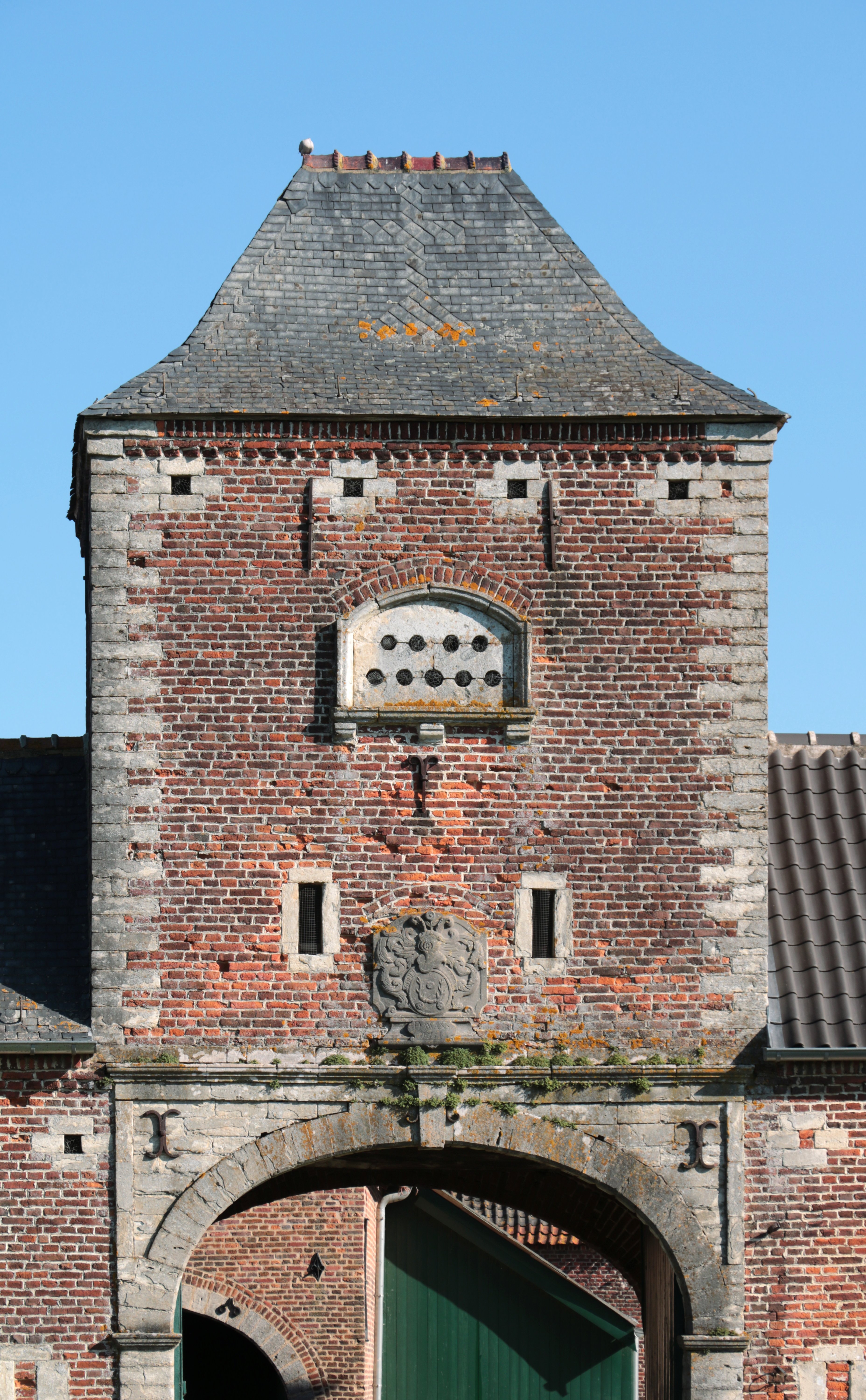
Détail du porche.
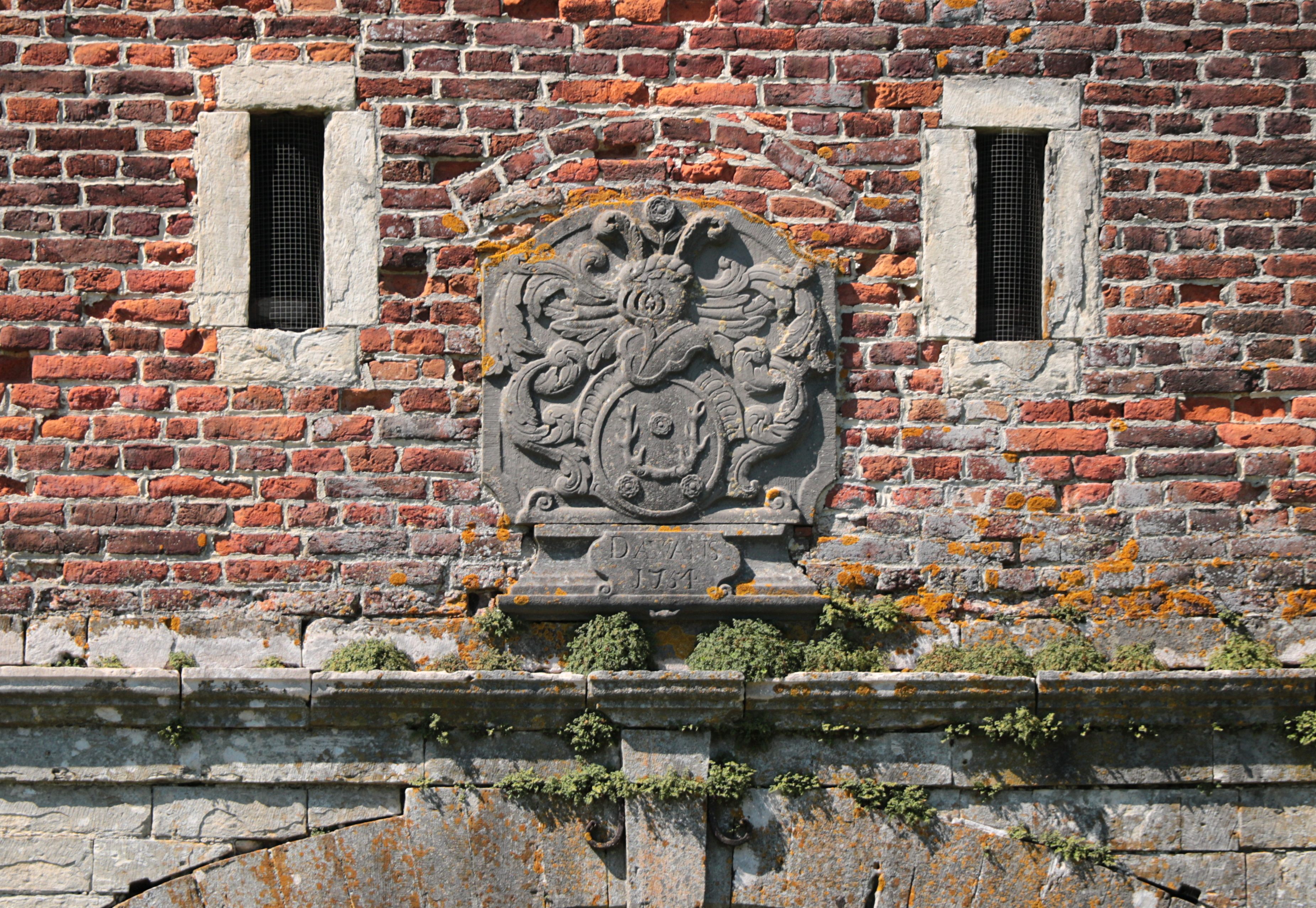
Le blason daté 1754.